# Moulidars
Moulidars település Franciaországban, Charente megyében. Lakosainak száma 664 fő (2022. január 1.). Moulidars Bassac, Champmillon, Douzat, Hiersac, Mérignac, Saint-Simon, Vibrac és Mosnac-Saint-Simeux községekkel határos.

## Népesség
A település népessége az elmúlt években az alábbi módon változott:
| Lakosok száma | 569  | 504  | 543  | 688  | 745  | 728  | 725  | 731  | 708  | 664  |
|               | 1968 | 1982 | 1990 | 2006 | 2013 | 2015 | 2017 | 2019 | 2020 | 2022 |